# Liste der finnischen Regierungen
Diese Liste führt die Finnischen Regierungen seit 1917 auf. Bis in die Achtzigerjahre waren die Regierungsbündnisse meist sehr instabil und es wurden regelmäßig Minderheitsregierungen gebildet. In den ersten 66 Jahren waren 63 Regierungen im Amt. Insgesamt gab es seit der Unabhängigkeitserklärung im Dezember 1917 bis heute 77 Regierungskabinette. Teilweise wurden (und werden nach wie vor) auch übergroße Koalitionen gebildet.

## Liste der Kabinette
| Nr. | Regierung               | Amtsantritt        | Ministerpräsident                | Parteien                     | Sitzverhältnis Regierung:Opposition | Parlamentswahl               | Amtierender Präsident         |
| --- | ----------------------- | ------------------ | -------------------------------- | ---------------------------- | ----------------------------------- | ---------------------------- | ----------------------------- |
| 1   | Kabinett Svinhufvud I 1 | 27. November 1917  | Pehr Evind Svinhufvud (NSP)      | SP, ML, NSP, RKP             | 103:97                              | 1./2. Oktober 1917           | keiner 2                      |
| 2   | Kabinett Paasikivi I    | 27. Mai 1918       | Juho Kusti Paasikivi (SP)        | SP, ML, NSP, RKP             | 103:97 / 103:5 3                    |                              | Pehr Evind Svinhufvud (NSP) 4 |
| 3   | Kabinett Ingman I       | 27. November 1918  | Lauri Ingman (KOK)               | KOK, ED                      | 77:31 3                             |                              | Pehr Evind Svinhufvud (NSP) 4 |
| 3   | Kabinett Ingman I       | 27. November 1918  | Lauri Ingman (KOK)               | KOK, ED                      | 77:31 3                             | C.G.E. Mannerheim 4          |                               |
| 4   | Kabinett Kaarlo Castrén | 17. April 1919     | Kaarlo Castrén (ED)              | ML, ED, RKP                  | 90:110                              | 1./3. März 1919              |                               |
| 4   | Kabinett Kaarlo Castrén | 17. April 1919     | Kaarlo Castrén (ED)              | ML, ED, RKP                  | 90:110                              | 1./3. März 1919              | Kaarlo Juho Ståhlberg (ED)    |
| 5   | Kabinett Vennola I      | 15. August 1919    | Juho Vennola (ED)                | ML, ED                       | 68:132                              |                              |                               |
| 6   | Kabinett Erich          | 15. März 1920      | Rafael Erich (KOK)               | ML, KOK, ED, RKP             | 118:82                              |                              |                               |
| 7   | Kabinett Vennola II     | 9. April 1921      | Juho Vennola (ED)                | ML, ED                       | 68:132                              |                              |                               |
| 8   | Kabinett Cajander I     | 2. Juni 1922       | Aimo Kaarlo Cajander (parteilos) | Beamtenregierung             |                                     |                              |                               |
| 9   | Kabinett Kallio I       | 14. November 1922  | Kyösti Kallio (ML)               | ML, ED                       | 60:140                              | 1./3. Juli 1922              |                               |
| 10  | Kabinett Cajander II    | 18. Januar 1923    | Aimo Kaarlo Cajander (parteilos) | Beamtenregierung             |                                     |                              |                               |
| 11  | Kabinett Ingman II      | 31. Mai 1924       | Lauri Ingman (KOK)               | ML, KOK, RKP, ED             | 122:78                              | 1./2. April 1924             |                               |
| 11  | Kabinett Ingman II      | 22. November 1924  | Lauri Ingman (KOK)               | KOK, RKP, ED                 | 78:122                              |                              |                               |
| 11  | Kabinett Ingman II      | 22. November 1924  | Lauri Ingman (KOK)               | KOK, RKP, ED                 | 78:122                              | Lauri Kristian Relander (ML) |                               |
| 12  | Kabinett Tulenheimo     | 31. März 1925      | Antti Tulenheimo (KOK)           | ML, KOK                      | 82:118                              |                              |                               |
| 13  | Kabinett Kallio II      | 31. Dezember 1925  | Kyösti Kallio (ML)               | ML, KOK                      | 82:118                              |                              |                               |
| 14  | Kabinett Tanner         | 13. Dezember 1926  | Väinö Tanner (SDP)               | SDP                          | 60:140                              |                              |                               |
| 15  | Kabinett Sunila I       | 17. Dezember 1927  | Juho Sunila (ML)                 | ML                           | 52:148                              | 1./2. Juli 1927              |                               |
| 16  | Kabinett Mantere        | 22. Dezember 1928  | Oskari Mantere (ED)              | ED                           | 10:190                              |                              |                               |
| 17  | Kabinett Kallio III     | 16. August 1929    | Kyösti Kallio (ML)               | ML                           | 60:140                              | 1./2. Juli 1929              |                               |
| 18  | Kabinett Svinhufvud II  | 4. Juli 1930       | Pehr Evind Svinhufvud (KOK)      | ML, KOK, RKP, ED             | 118:82                              |                              |                               |
| 18  | Kabinett Svinhufvud II  | 4. Juli 1930       | Pehr Evind Svinhufvud (KOK)      | ML, KOK, RKP, ED             | 133:67                              | 1./2. Oktober 1930           |                               |
| 19  | Kabinett Sunila II      | 21. März 1931      | Juho Sunila (ML)                 | ML, KOK, RKP, ED             | 133:67                              |                              | Pehr Evind Svinhufvud (KOK)   |
| 20  | Kabinett Kivimäki       | 14. Dezember 1932  | Toivo Kivimäki (ED)              | ML, RKP, ED                  | 90:110                              |                              | Pehr Evind Svinhufvud (KOK)   |
| 20  | Kabinett Kivimäki       | 14. Dezember 1932  | Toivo Kivimäki (ED)              | ML, RKP, ED                  | 85:115                              | 1.–3. Juli 1933              | Pehr Evind Svinhufvud (KOK)   |
| 21  | Kabinett Kallio IV      | 7. Oktober 1936    | Kyösti Kallio (ML)               | ML, ED                       | 60:140                              | 1./2. Juli 1936              | Pehr Evind Svinhufvud (KOK)   |
| 22  | Kabinett Cajander III   | 12. März 1937      | Aimo Kaarlo Cajander (ED)        | SDP, ML, ED                  | 143:57                              |                              | Kyösti Kallio (ML)            |
| 22  | Kabinett Cajander III   | 13. Oktober 1939   | Aimo Kaarlo Cajander (ED)        | SDP, ML, RKP, ED             | 165:35                              | 1./2. Juli 1939              | Kyösti Kallio (ML)            |
| 23  | Kabinett Ryti I         | 1. Dezember 1939   | Risto Ryti (ED)                  | SDP, ML, RKP, ED             | 165:35                              |                              | Kyösti Kallio (ML)            |
| 24  | Kabinett Ryti II        | 27. März 1940      | Risto Ryti (ED)                  | SDP, ML, KOK, RKP, ED        | 190:10                              |                              | Kyösti Kallio (ML)            |
| 25  | Kabinett Rangell        | 4. Januar 1941     | Johan Wilhelm Rangell (ED)       | SDP, ML, KOK, RKP, IKL, ED   | 198:2                               |                              | Risto Ryti (ED)               |
| 26  | Kabinett Linkomies      | 5. März 1943       | Edwin Linkomies (KOK)            | SDP, ML, KOK, RKP, ED        | 190:10                              |                              | Risto Ryti (ED)               |
| 27  | Kabinett Hackzell       | 8. August 1944     | Antti Hackzell (KOK)             | SDP, ML, KOK, RKP, ED        | 190:10                              |                              | C.G.E. Mannerheim             |
| 28  | Kabinett Urho Castrén   | 21. September 1944 | Urho Castrén (KOK)               | SDP, ML, KOK, RKP, ED        | 190:10                              |                              | C.G.E. Mannerheim             |
| 29  | Kabinett Paasikivi II   | 17. November 1944  | Juho Kusti Paasikivi (KOK)       | SDP, ML, RKP, ED, SKDL       | 165:35                              |                              | C.G.E. Mannerheim             |
| 30  | Kabinett Paasikivi III  | 17. April 1945     | Juho Kusti Paasikivi (KOK)       | SDP, SKDL, ML, RKP, ED       | 171:29                              | 17./18. März 1945            | C.G.E. Mannerheim             |
| 31  | Kabinett Pekkala        | 26. März 1946      | Mauno Pekkala (SKDL)             | SKDL, ML, SDP, RKP           | 162:38                              |                              | Juho Kusti Paasikivi (KOK)    |
| 32  | Kabinett Fagerholm I    | 29. Juli 1948      | Karl-August Fagerholm (SDP)      | SDP                          | 54:146                              | 1./2. Juli 1948              | Juho Kusti Paasikivi (KOK)    |
| 33  | Kabinett Kekkonen I     | 17. März 1950      | Urho Kekkonen (ML)               | ML, RKP, ED                  | 75:125                              |                              | Juho Kusti Paasikivi (KOK)    |
| 34  | Kabinett Kekkonen II    | 17. Januar 1951    | Urho Kekkonen (ML)               | ML, SDP, RKP, ED             | 129:71                              |                              | Juho Kusti Paasikivi (KOK)    |
| 35  | Kabinett Kekkonen III   | 20. September 1951 | Urho Kekkonen (ML)               | SDP, ML, RKP                 | 119:81                              | 2./3. Juli 1951              | Juho Kusti Paasikivi (KOK)    |
| 36  | Kabinett Kekkonen IV    | 9. Juli 1953       | Urho Kekkonen (ML)               | ML, RKP                      | 66:134                              |                              | Juho Kusti Paasikivi (KOK)    |
| 37  | Kabinett Tuomioja       | 17. November 1953  | Sakari Tuomioja (VL)             | KOK, RKP, KP                 | 53:147                              |                              | Juho Kusti Paasikivi (KOK)    |
| 38  | Kabinett Törngren       | 5. Mai 1954        | Ralf Törngren (RKP)              | SDP, ML, RKP                 | 120:80                              | 7./8. März 1954              | Juho Kusti Paasikivi (KOK)    |
| 39  | Kabinett Kekkonen V     | 20. Oktober 1954   | Urho Kekkonen (ML)               | SDP, ML                      | 107:93                              |                              | Juho Kusti Paasikivi (KOK)    |
| 40  | Kabinett Fagerholm II   | 3. März 1956       | Karl-August Fagerholm (SDP)      | SDP, ML, RKP                 | 120:80                              |                              | Urho Kekkonen (ML/KESK)       |
| 41  | Kabinett Sukselainen I  | 27. Mai 1957       | Vieno Sukselainen (ML)           | ML, RKP, KP                  | 79:121                              |                              | Urho Kekkonen (ML/KESK)       |
| 41  | Kabinett Sukselainen I  | 2. September 1957  | Vieno Sukselainen (ML)           | ML, RKP, KP, SDP-Opp.        | 90:110                              |                              | Urho Kekkonen (ML/KESK)       |
| 42  | Kabinett von Fieandt    | 29. November 1957  | Rainer von Fieandt (parteilos)   | Beamtenregierung             |                                     |                              | Urho Kekkonen (ML/KESK)       |
| 43  | Kabinett Kuuskoski      | 26. April 1958     | Reino Kuuskoski (parteilos)      | Beamtenregierung             |                                     |                              | Urho Kekkonen (ML/KESK)       |
| 44  | Kabinett Fagerholm III  | 29. August 1958    | Karl-August Fagerholm (SDP)      | SDP, ML, KOK, RKP, KP        | 152:48                              | 6./7. Juli 1958              | Urho Kekkonen (ML/KESK)       |
| 45  | Kabinett Sukselainen II | 13. Januar 1959    | Vieno Sukselainen (ML)           | ML, RKP                      | 62:138                              |                              | Urho Kekkonen (ML/KESK)       |
| 46  | Kabinett Miettunen I    | 14. Juli 1961      | Martti Miettunen (ML)            | ML                           | 48:152                              |                              | Urho Kekkonen (ML/KESK)       |
| 47  | Kabinett Karjalainen I  | 13. April 1962     | Ahti Karjalainen (ML)            | ML, KOK, RKP, KP, TPSL       | 114:86                              | 4./5. Februar 1962           | Urho Kekkonen (ML/KESK)       |
| 48  | Kabinett Lehto          | 18. Dezember 1962  | Reino Lehto (parteilos)          | Beamtenregierung             |                                     |                              | Urho Kekkonen (ML/KESK)       |
| 49  | Kabinett Virolainen     | 12. September 1964 | Johannes Virolainen (ML/KESK)    | ML/KESK, KOK, RKP, KP        | 112:88                              |                              | Urho Kekkonen (ML/KESK)       |
| 50  | Kabinett Paasio I       | 27. Mai 1966       | Rafael Paasio (SDP)              | SDP, KESK, SKDL, TPSL        | 152:48                              | 20./21. März 1966            | Urho Kekkonen (ML/KESK)       |
| 51  | Kabinett Koivisto I     | 22. März 1968      | Mauno Koivisto (SDP)             | SDP, KESK, SKDL, RKP, TPSL   | 164:36                              |                              | Urho Kekkonen (ML/KESK)       |
| 52  | Kabinett Aura I         | 14. Mai 1970       | Teuvo Aura (parteilos)           | Beamtenregierung             |                                     | 15./16. März 1970            | Urho Kekkonen (ML/KESK)       |
| 53  | Kabinett Karjalainen II | 14. Juli 1970      | Ahto Karjalainen (KESK)          | SDP, KESK, SKDL, RKP, LKP    | 144:56                              |                              | Urho Kekkonen (ML/KESK)       |
| 54  | Kabinett Aura II        | 29. Oktober 1971   | Teuvo Aura (parteilos)           | Beamtenregierung             |                                     |                              | Urho Kekkonen (ML/KESK)       |
| 55  | Kabinett Paasio II      | 23. Februar 1972   | Rafael Paasio (SDP)              | SDP                          | 55:145                              | 2./3. Januar 1972            | Urho Kekkonen (ML/KESK)       |
| 56  | Kabinett Sorsa I        | 4. September 1972  | Kalevi Sorsa (SDP)               | SDP, KESK, RKP, LKP          | 109:91                              |                              | Urho Kekkonen (ML/KESK)       |
| 57  | Kabinett Liinamaa       | 13. Juni 1975      | Keijo Liinamaa (parteilos)       | Beamtenregierung             |                                     |                              | Urho Kekkonen (ML/KESK)       |
| 58  | Kabinett Miettunen II   | 30. November 1975  | Martti Miettunen (KESK)          | SDP, SKDL, KESK, RKP, LKP    | 152:48                              | 21./22. September 1975       | Urho Kekkonen (ML/KESK)       |
| 59  | Kabinett Miettunen III  | 29. September 1976 | Martti Miettunen (KESK)          | KESK, RKP, LKP               | 58:142                              |                              | Urho Kekkonen (ML/KESK)       |
| 60  | Kabinett Sorsa II       | 15. Mai 1977       | Kalevi Sorsa (SDP)               | SDP, SKDL, KESK, RKP, LKP    | 152:48                              |                              | Urho Kekkonen (ML/KESK)       |
| 60  | Kabinett Sorsa II       | 2. März 1978       | Kalevi Sorsa (SDP)               | SDP, SKDL, KESK, LKP         | 142:58                              |                              | Urho Kekkonen (ML/KESK)       |
| 61  | Kabinett Koivisto II    | 26. Mai 1979       | Mauno Koivisto (SDP)             | SDP, KESK, SKDL, RKP         | 133:67                              | 18./19. März 1979            | Urho Kekkonen (ML/KESK)       |
| 62  | Kabinett Sorsa III      | 19. Januar 1982    | Kalevi Sorsa (SDP)               | SDP, KESK, SKDL, RKP         | 133:67                              |                              | Mauno Koivisto (SDP)          |
| 62  | Kabinett Sorsa III      | 31. Dezember 1982  | Kalevi Sorsa (SDP)               | SDP, KESK, RKP, LKP          | 102:98                              |                              | Mauno Koivisto (SDP)          |
| 63  | Kabinett Sorsa IV       | 6. Mai 1983        | Kalevi Sorsa (SDP)               | SDP, KESK, SMP, RKP          | 123:77                              | 20./21. März 1983            | Mauno Koivisto (SDP)          |
| 64  | Kabinett Holkeri        | 30. April 1987     | Harri Holkeri (KOK)              | SDP, KOK, RKP, SMP           | 131:69                              | 15./16. März 1987            | Mauno Koivisto (SDP)          |
| 64  | Kabinett Holkeri        | 28. August 1990    | Harri Holkeri (KOK)              | SDP, KOK, RKP                | 122:78                              |                              | Mauno Koivisto (SDP)          |
| 65  | Kabinett Aho            | 26. April 1991     | Esko Aho (KESK)                  | KESK, KOK, RKP, SKL          | 115:85                              | 17. März 1991                | Mauno Koivisto (SDP)          |
| 65  | Kabinett Aho            | 26. April 1991     | Esko Aho (KESK)                  | KESK, KOK, RKP, SKL          | 115:85                              | 17. März 1991                | Martti Ahtisaari (SDP)        |
| 65  | Kabinett Aho            | 15. Juni 1994      | Esko Aho (KESK)                  | KESK, KOK, RKP               | 107:93                              |                              |                               |
| 66  | Kabinett Lipponen I     | 13. April 1995     | Paavo Lipponen (SDP)             | SDP, KOK, VAS, RKP, VIHR     | 145:55                              | 19. März 1995                |                               |
| 67  | Kabinett Lipponen II    | 15. April 1999     | Paavo Lipponen (SDP)             | SDP, KOK, VAS, RKP, VIHR     | 140:60                              | 21. März 1999                |                               |
| 67  | Kabinett Lipponen II    | 15. April 1999     | Paavo Lipponen (SDP)             | SDP, KOK, VAS, RKP, VIHR     | 140:60                              | 21. März 1999                | Tarja Halonen (SDP)           |
| 67  | Kabinett Lipponen II    | 31. Mai 2002       | Paavo Lipponen (SDP)             | SDP, KOK, VAS, RKP           | 129:71                              |                              |                               |
| 68  | Kabinett Jäätteenmäki   | 17. April 2003     | Anneli Jäätteenmäki (KESK)       | KESK, SDP, RKP               | 117:83                              | 16. März 2003                |                               |
| 69  | Kabinett Vanhanen I     | 24. Juni 2003      | Matti Vanhanen (KESK)            | KESK, SDP, RKP               | 117:83                              |                              |                               |
| 70  | Kabinett Vanhanen II    | 19. April 2007     | Matti Vanhanen (KESK)            | KESK, KOK, VIHR, RKP         | 126:74                              | 18. März 2007                |                               |
| 71  | Kabinett Kiviniemi      | 22. Juni 2010      | Mari Kiviniemi (KESK)            | KESK, KOK, VIHR, RKP         | 126:74                              |                              |                               |
| 72  | Kabinett Katainen       | 22. Juni 2011      | Jyrki Katainen (KOK)             | KOK, SDP, VAS, VIHR, RKP, KD | 124:76                              | 17. April 2011               |                               |
| 72  | Kabinett Katainen       | 22. Juni 2011      | Jyrki Katainen (KOK)             | KOK, SDP, VAS, VIHR, RKP, KD | 124:76                              | 17. April 2011               | Sauli Niinistö (KOK)          |
| 72  | Kabinett Katainen       | 4. April 2014      | Jyrki Katainen (KOK)             | KOK, SDP, VIHR, RKP, KD      | 110:90                              |                              |                               |
| 73  | Kabinett Stubb          | 24. Juni 2014      | Alexander Stubb (KOK)            | KOK, SDP, VIHR, RKP, KD      | 124:76                              |                              |                               |
| 73  | Kabinett Stubb          | 26. September 2014 | Alexander Stubb (KOK)            | KOK, SDP, RKP, KD            | 102:98                              |                              |                               |
| 74  | Kabinett Sipilä         | 29. Mai 2015       | Juha Sipilä (KESK)               | KESK, PS, KOK                | 124:76                              | 19. April 2015               |                               |
| 74  | Kabinett Sipilä         | 13. Juni 2017      | Juha Sipilä (KESK)               | KESK, KOK, SIN               | 104:96                              |                              |                               |
| 75  | Kabinett Rinne          | 6. Juni 2019       | Antti Rinne (SDP)                | SDP, KESK, VIHR, VAS, RKP    | 117:83                              | 14. April 2019               |                               |
| 76  | Kabinett Marin          | 10. Dezember 2019  | Sanna Marin (SDP)                | SDP, KESK, VIHR, VAS, RKP    | 117:83                              |                              |                               |
| 77  | Kabinett Orpo           | 20. Juni 2023      | Petteri Orpo (KOK)               | KOK, PS, RKP, KD             | 108:92                              | 2. April 2023                |                               |